# Patrick Rothfuss
Patrick James Rothfuss (* 6. června 1973) je americký spisovatel fantasy a přednášející na vysoké škole. Je autorem předpokládané trilogie Kronika Královraha, která byla odmítnuta několika nakladatelstvími před tím, než první knihu série, Jméno větru, vydala v roce 2007 společnost DAW/Penguin. Kniha získala kladný ohlas kritiků a dostala se na seznam bestsellerů deníku The New York Times.

## Biografie
Narodil se v Madisonu ve Wisconsinu a kvůli nevlídnému počasí a nepřítomnosti kabelové televize vyrůstal jako vášnivý čtenář. V roce 1991 se zapsal na University of Wisconsin–Stevens Point. Původně plánoval vystudovat jako chemický inženýr, pak se ale rozhodl pro klinickou psychologii a nakonec si po třech letech, kdy studoval každý pro něj zajímavý předmět, nezvolil žádný hlavní obor. Během té doby pracoval na nesmírně dlouhém fantasy románu s názvem The Song of Flame and Thunder (česky doslova Píseň plamene a hromu).
V roce 1999 absolvoval s bakalářským titulem z angličtiny. Dva roky po získání titulu MA (Master of Arts) na Washington State University se vrátil učit na Stevens Poin. Po dokončení The Song of Flame and Thunder poslal tento román několika nakladatelům, ale byl odmítnut. V roce 2002 vyhrál soutěž Writers of the Future s výňatkem z knihy. Poté prodal práva na knihu společnost DAW Books. The Song of Flame and Thunder se rozdělila na trilogii a byla přejmenována na Kronika Královraha. První díl s názvem Jméno větru byl publikován v dubnu roku 2007. Kniha vyhrála Quill Award a dostala se na seznam bestsellerů deníku The New York Times.